# Henri de Saint Germain
Henri Marie Raoul Gaillard de Saint Germain (* 30. Juni 1878 in Saint-Malo; † 19. Dezember 1951 in Saint-Jean-le-Blanc) war ein französischer Säbelfechter.

## Leben
Henri de Saint Germain nahm an zwei Olympischen Spielen teil. Bei den Olympischen Spielen 1920 in Antwerpen schied er im Einzel in der ersten Runde aus, während er mit der Mannschaft die Finalrunde erreichte. Diese beendete er gemeinsam mit Jean Lacroix, Jean Margraff, Jean Mondielli, Marc Perrodon und Georges Trombert hinter Italien auf dem zweiten Rang und gewann somit die Silbermedaille. 1924 verpasste er in Paris im Mannschaftswettbewerb den erneuten Einzug in die Finalrunde.